# Нодар Ебаноідзе
Нодар Ебаноідзе (28 червня 1958, с. Сербаїсі, Харагаулівського району — 11 травня 2024) — грузинський економіст і політик.
У 1979 році закінчив Тбіліський державний університет, економічний факультет. У 2012-2016 роках був депутатом парламенту Грузії 8-го скликання (Харагаулійський мажоритарник), виборчого блоку: «Бідзіна Іванішвілі — Грузинська мрія».